# 오대명왕

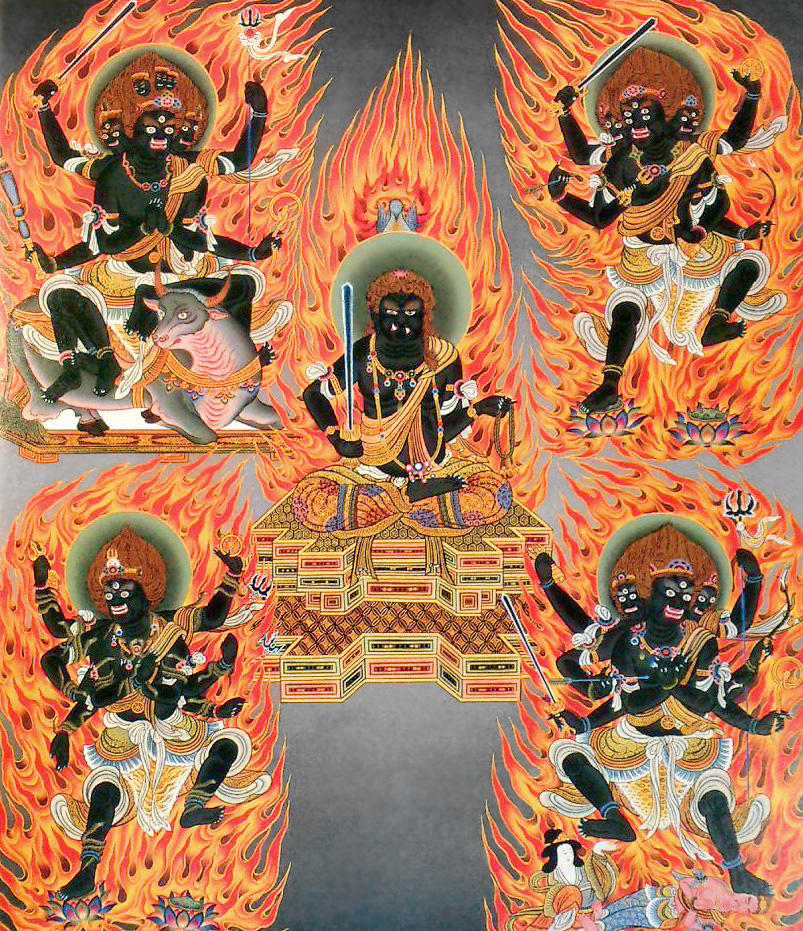
오대명왕. 중앙은 대일대성부동명왕, 우하부터 시계방향으로 삼세야차명왕, 군다리야차명왕, 대위덕야차명왕, 금강야차명왕.

오대명왕(일본어: 五大明王 고다이묘우오우[*])은 밀교의 신앙 대상인 명왕 중 중심 역할을 담당하는 5존의 명왕을 집합적으로 이르는 것이다. 본래 별개의 존격들로 존재하던 명왕들이 중심 존재인 부동명왕을 주위로 배치된 것이다.
부동명왕이 중심에 위치하고, 동쪽에 강삼세명왕, 남쪽에 군다리명왕, 서쪽에 대위덕명왕, 북쪽에 금강야차명왕을 배치한다. 이는 진언종 밀교(동밀)의 배치이며 천태종 밀교(태밀)에서는 금강야차명왕 대신 오추사마명왕이 오대명왕의 일존으로 꼽힌다.
오대명왕은 주로 일본 불교에서 숭배되었지만 중국에서도 약간의 흔적을 볼 수 있다. 일본에서는 밀교가 헤이안 시대 전기에 융성하였고, 오단법의 본존으로 이들 오대명왕이 모셔졌다.
내진사(来振寺)의 오대명왕 탱화

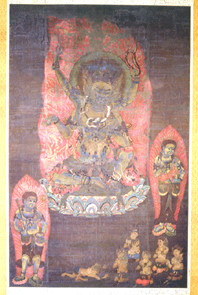
오추사마명왕
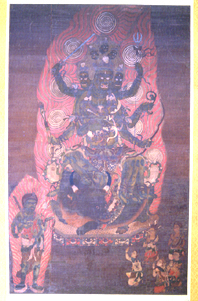
대위덕명왕
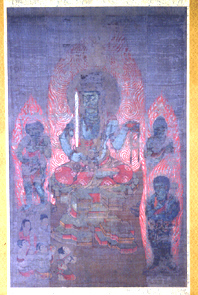
부동명왕
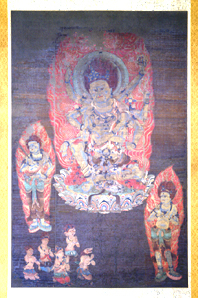
군다리명왕
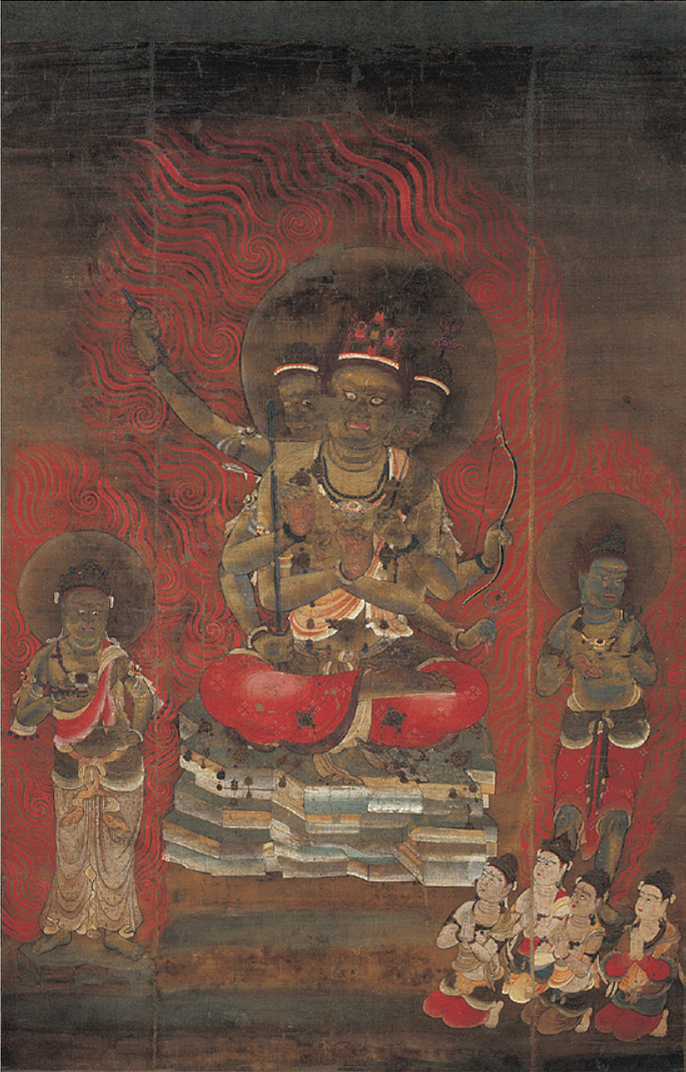
강삼세명왕